# Dirck van Delen

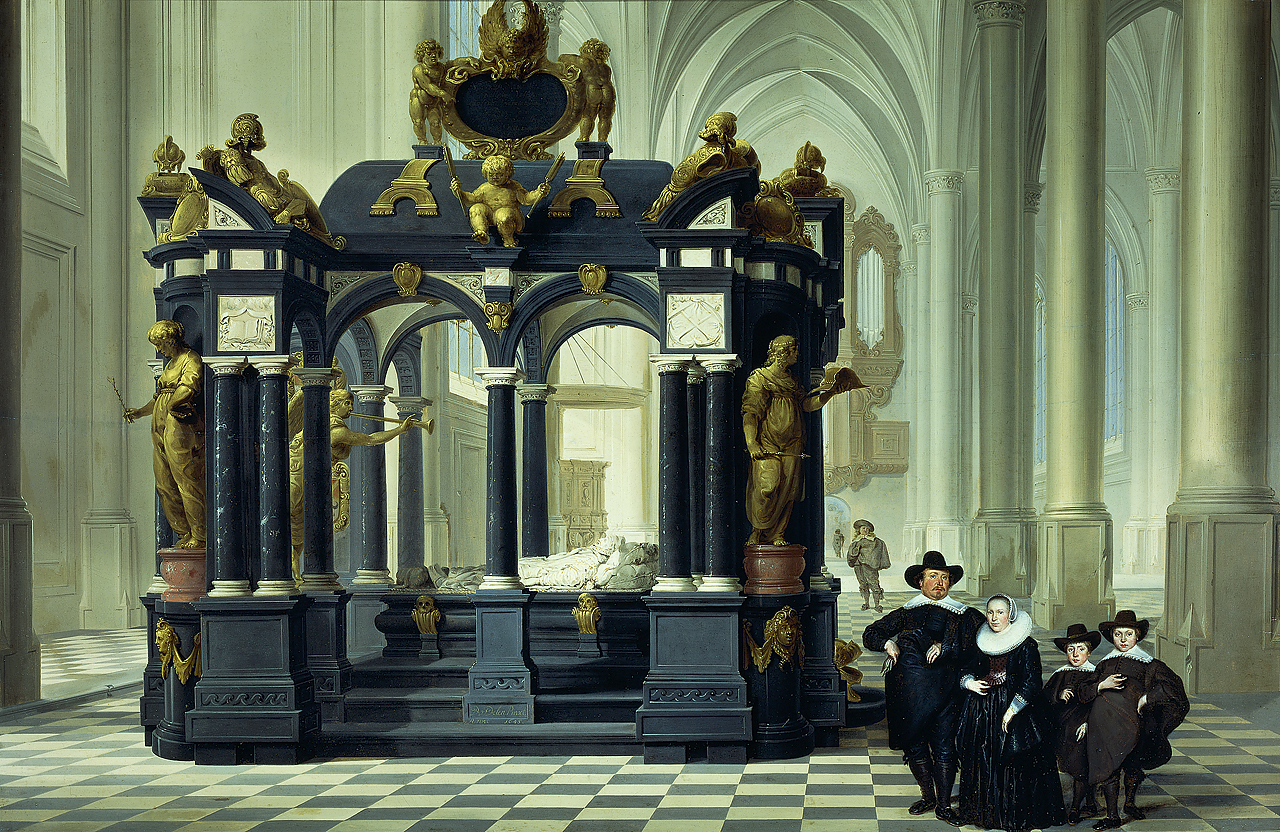
La tomba di Guglielmo I nella Nieuwe Kerk a Delft

Dirck Christiaensz. van Delen,   o Deelen (Heusden, 1604  o 1605 – Arnemuiden, 16 maggio 1671), è stato un incisore, pittore e disegnatore olandese del secolo d'oro.

## Biografia

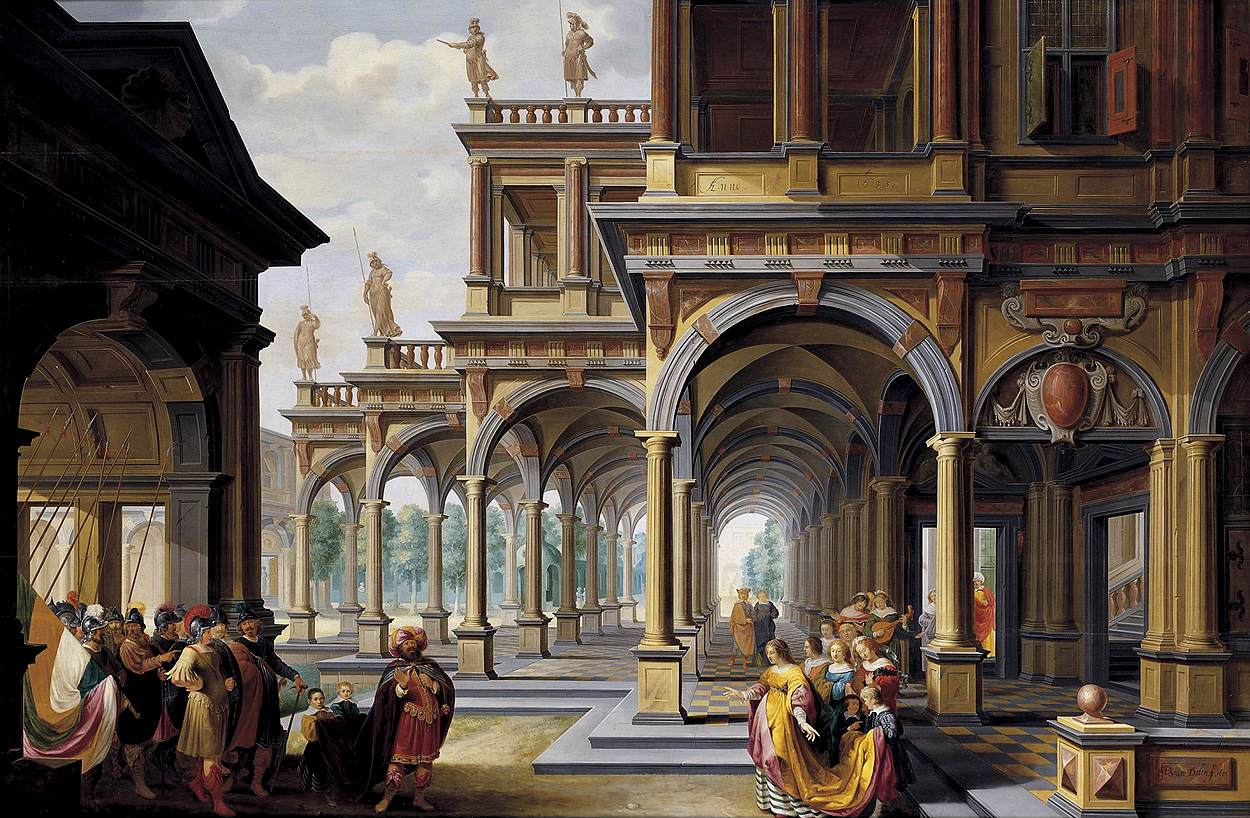
Capriccio architettonico con Iefte e sua figlia

La parte iniziale della sua vita non è molto conosciuta: poco dopo la sua nascita, la sua famiglia si trasferì a Breda per un periodo imprecisato. Non si conosce nemmeno con esattezza quale sia stato il suo maestro: secondo Houbraken fu Frans Hals, ma quest'informazione probabilmente non è corretta. Secondo Jantzen (1910) fu forse apprendista presso Hendrick Aertz, ma più probabilmente studiò a Delft presso Bartholomeus van Bassen e/o Pieter van Bronckhorst e l'influenza di Aertz si fece sentire attraverso questi ultimi.
Le prime notizie certe riguardano il suo viaggio a Roma nel 1623 ed il suo matrimonio avvenuto nel 1625 a Middelburg. L'anno successivo si trasferì ad Arnemuiden, di cui ottenne la cittadinanza nel 1628 e dove rimase fino al 1671 gestendo un casello per il pedaggio. Fece parte del consiglio cittadino, quasi sempre come borgomastro, a partire dal 1628 fino alla sua morte. Dal 1639 al 1665 fu membro della Corporazione di San Luca di Middelburg. Tra il 1666 ed il 1668 fu ad Anversa, dove nel 1668 divenne membro della camera degli oratori Olyftak, a cui donò un grande dipinto, realizzato in collaborazione con Theodoor Boeyermans nel 1666. Rimase vedovo per tre volte: di Maria van der Gracht nel 1650, Catharine de Hane di 34 anni nel 1652 e di Johanna van Baelen ed ebbe una figlia dalla prima moglie, che sposò il chirurgo di Middelburg Samuel Boone. L'inventario, effettuato alla sua morte, delle sue proprietà testimonia della ricchezza dell'artista.
Collaborò con Bartholomeus van Bassen, Anthonie Palamedes, Dirck Hals, Jacob Duck e Pieter Codde, che si occupavano della realizzazione delle figure nei suoi dipinti.
Soggetti delle sue opere furono soprattutto le architetture, gli interni, in particolare di chiese, e le nature morte di fiori. È infatti noto per i suoi dipinti di palazzi immaginari e di chiese, ma anche per una natura morta del 1637 con un tulipano in un vaso di porcellana bianca e blu, che unisce fantasia ad una prospettiva perfetta. Caratteristica delle sue opere sono il colore chiaro e luminoso, a volte un po' freddo, e un'ottima realizzazione della prospettiva. Il suo stile fu influenzato da Hendrick van Steenwijk I  e da Hans Vredeman de Vries. Quest'ultimo infatti, poco prima di morire nel 1604, pubblicò un trattato sulla prospettiva e gli ornamenti architettonici, che trasmise agli artisti nordici le conoscenze italiane relative a tali argomenti.
Fu suo allievo Hans Jurriaensz van Baden. Subì la sua influenza Daniël de Blieck.

## Alcune Opere
- Capriccio architettonico con Iefte e sua figlia, olio su tavola, 128 x 196 cm, 1633, firmato in basso a destra D.van Delen f. 1633, Collezione privata[6]
- Conversazione all'esterno di un castello, olio su tavola, 1636, Statens Museum for Kunst, Copenaghen[7]
- Il grande salone al Binnenhof all'Aia, olio su tavola, 52 x 66 cm, 1651, Rijksmuseum, Amsterdam[8]
- Pranzo in un interno, olio su tavola, 124 x 188 cm, 1629, firmato in basso a destra D.van Delen 1629, Collezione privata[9]
- Eleganti figure in una loggia, olio su tavola, 52 x 60 cm, 1635, Collezione privata[10]
- Cortile interno di un palazzo con figure, olio su tavola, 1635, Philip Hahn Collection, New York[5]
- La tomba di Guglielmo I nella Nieuwe Kerk a Delft, olio su tavola, 74 x 110 cm, 1645, Rijksmuseum, Amsterdam